# 欧州ロケット開発機構

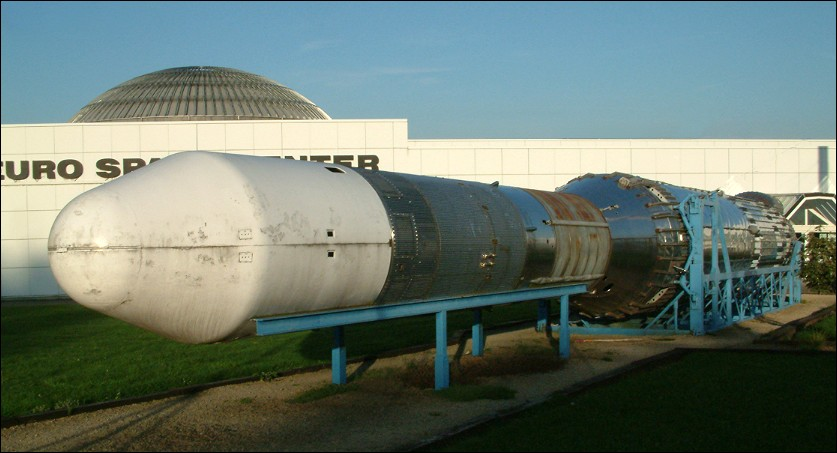
ユーロ・スペース・センターに展示されるヨーロッパ II

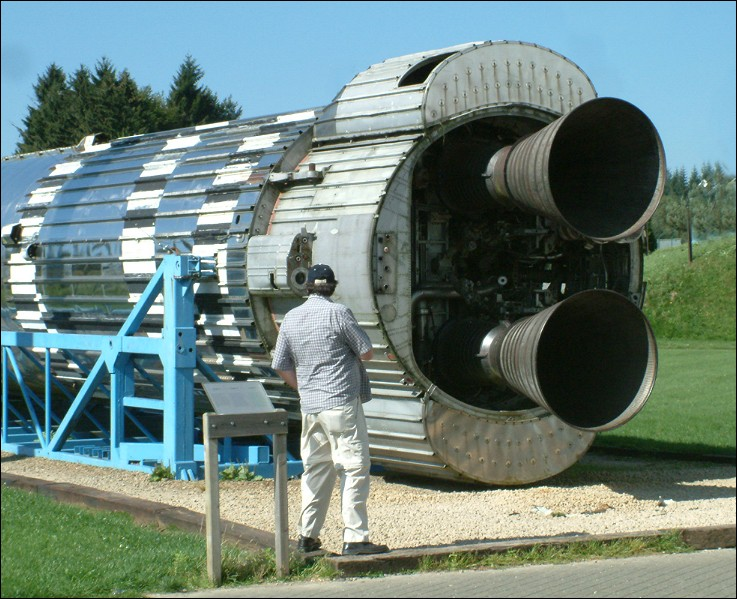
ヨーロッパ IIのロケットエンジン

欧州ロケット開発機構（おうしゅうロケットかいはつきこう、英: European Launcher Development Organisation, ELDO）は、かつて存在した西ヨーロッパ諸国による国際共同の打ち上げロケット開発機関。欧州宇宙機関(ESA)の前身の一つである。

## 沿革
1960年にイギリスはブルーストリーク中距離弾道ミサイルの開発を中止した。しかし、ブルーストリークは人工衛星打上げ用にも検討されており、その一段目としての開発はかなり進んでいた。そのため、イギリスは西ヨーロッパ諸国に対し、国際共同でヨーロッパ独自のロケットを開発することを呼びかけた。
ベルギー、フランス、西ドイツ、イタリア、オランダがこれに答え、共同で三段式のロケットを開発することとなった。オーストラリアも協力メンバーとして射場を提供した。この開発のため、1962年に欧州ロケット開発機構の設立が調印され、1964年から実働した。本部はパリに設置された。
1975年に欧州宇宙研究機構と合併し、欧州宇宙機関が創設され欧州ロケット開発機構は廃止となった。

## ロケットの開発
開発ロケットはヨーロッパと命名され、一段目はイギリスのブルーストリークを用い、二段目にはフランスのコラリーを使用した。三段目は西ドイツが担当し、人工衛星はイタリア製であった。オランダとベルギーは追跡・テレメトリーシステムを担当した。1964年6月にオーストラリアのウーメラ試験場で行われ、成功したものの、この時点ではまだドイツやフランスが計画している2、3段は開発途上にあり搭載されていなかった。
ヨーロッパ計画の策定以来状況は変化し、静止軌道上の通信衛星打ち上げ市場のためにより強力なロケットが必要となっていた。参加国はヨーロッパロケットの能力が不十分であることを認識していた。1965年1月にはフランスが、静止軌道に衛星を打ち上げるために液体ロケットの第2段を持つ仕様に変更するようにELDOの参加国に働きかけ始めるが、このような新技術の開発は大きな賭けであり、打ち上げ予定が1970年と、より遅れることを意味した。同時期、イギリスはブラック・アローの上段用に開発していた液体水素エンジンを転用したエンジンの開発を進めていたが、フランスをはじめ、各国はイギリスへの依存度が高まることを快く思わなかった。議論は静止軌道への到達を可能にする4段式のヨーロッパ2の開発を行うことで妥協したものの、イギリスは予算超過とフランスの横槍に苛立ちを隠せず、ウーメラ試射場でクールー基地の代替を行うことをやめると脅し、1966年6月には37.89%の参加負担を27%に削減することを発表した。
6回目の打ち上げとなるF6-1では2段目にコラリーが初搭載されたが、コラリーのエンジンが点火せず失敗した。再挑戦となったF6-2もコラリーが原因で失敗した。これらの問題を解決したF7・F8は、3段目の不具合で打ち上げに失敗した。テレメトリのデータの解析の結果、エンジンの停止中に2段目の燃焼室の圧力と推力の変動が3段目のタンク間の隔壁を破壊し、これが原因で自己着火性推進剤(N2O4/N2H4)が混ざり合って3段目の始動前に爆発に至った事が判明した。
ここに至り、ヨーロッパ・ロケットの開発は中止され、1974年にELDOは欧州宇宙研究機構(ESRO)と統合、欧州宇宙機関となった。